# MEBO
MEBO (acronim din engleză pentru Management Employee Buyouts) este o metodă de privatizare care presupune trecerea mijloacelor de producție ale unității economice care se vrea privatizată, din proprietatea statului în proprietatea muncitorilor, angajaților sau salariaților. După transformarea în societate pe acțiuni, statul oferă muncitorilor dreptul de prioritatete pentru cumpărarea acțiunilor, implicit a societății. Prețul acțiunilor este stabilit de stat și nu reflectă valoarea reală, fiind adesea un preț simbolic, uneori acțiunile fiind oferite gratuit, mai ales în cazul privatizării pe bază de cupoane de proprietate. În schimb statul restricționează transferabilitatea titlurilor și impune condiții pentru menținerea obiectului principal de activitate, limitarea prețului activelor vândute pe o perioadă de câțiva ani, pune limite la restructurarea personalului, etc. 
Metoda MEBO a fost modalitatea dominantă prin care au fost privatizate intreprinderile de stat, în timpul primilor ani de tranziție ai României postdecembriste. Accesul la privatizările de tip MEBO era rezervat numai persoanelor din interior, excluzând posibilitatea intrării în societate a altor persoane fizice sau juridice sau a capitalului străin. Acțiunile rămase neprivatizate au fost vândute succesiv de către stat, în diferite etape ale procesului de privatizare în masă.
Un studiu al Centrului Român de Politici Economice din 1999  arată că în perioada 1993 - 1996, 28% din privatizările din România au fost făcute prin metoda MEBO (837 din totalul de 2.905). Același studiu arată că în perioada 1994 - 1997, profitabilitatea societăților astfel privatizate a scăzut de la 7,3% la 2,2%, în timp ce gradul de îndatorare a crescut de la 29,3% la 48,5%.
Exemple de companii privatizate prin metoda MEBO: Petrom (1993)